# USS Copahee (CVE-12)
USS Copahee (CVE-12) – lotniskowiec eskortowy typu Bogue. Służył w US Navy w okresie II wojny światowej. Pierwotnie klasyfikowany jako AVG-12, następnie ACV-12 od 20 sierpnia 1942 roku; CVE-12 od 15 lipca 1943 roku i CVHE-12 od 12 czerwca 1955 roku. Odznaczony jedną battle star za służbę w czasie II wojny światowej.
Stępkę jednostki położono 18 czerwca 1941 roku pod nazwą „Steel Architect” zgodnie z kontraktem podpisanym przez Maritime Commission (hull 169) w stoczni Todd Pacific Shipyards. Jednostkę zwodowano 21 października 1941 roku. Nabyty przez US Navy 8 lutego 1942 roku. Wszedł do służby 15 czerwca tego roku.
Jednym z pierwszych rejsów było dostarczenie samolotów na Henderson Field. Następnie pełnił funkcje transportowca samolotów i jednostki eskortowej na Pacyfiku.
28 lipca 1944 roku przypłynął do San Diego z ładunkiem zdobycznych samolotów (13 Mitsubishi A6M „Zero” i 1 Nakajima B5N „Kate”).
Po wojnie uczestniczył w operacji Magic Carpet.
Wycofany ze służby i umieszczony w rezerwie 5 lipca 1946 roku.
„Copahee” został skreślony z listy jednostek floty 1 marca 1959 roku. W 1961 roku sprzedany na złom.